# GeoFS
GeoFS es un simulador de vuelo basado en el mapa virtual Cesio de WebGL. El mapa libre está basado en las imágenes tomadas por el satélite Sentinel-2, combinado con la alta definición de los mapas de Bing Maps. El juego presenta una variedad de aviones entre los que se incluyen aeronaves contribuidas por la comunidad, y hace uso de satélite e imágenes aéreas. El juego también presenta un entorno multijugador que permite interaccionar con otros pilotos. En Q4 2018, el GeoFS la aplicación se lanzó para Android y dispositivos iOS. GeoFS para móvil cuenta con una versión original, así como una lite. La diferencia principal entre ellas es que la Lite es de un jugador, solo cuenta con tres aeronaves y nada más que cuenta con la isla de Corsica, mientras que la versión de pago es multijugador, con gran variedad de aeronaves y todo el planeta en imágenes satélite de Sentinel-2 con alta definición de los mapas de Bing Maps, disponible para comprar desde el juego, en contraposición a la suscripción en la versión web de GeoFS.

## Historia
Creado por Xavier Tassin, GeoFS salió en octubre de 2010. Se compiló originalmente en el Google Earth como GEFS-Online (simulador de vuelo de Google Earth). El 1 de septiembre de 2015, dejó de cubrirse la extensión de Google Earth, lo que casi provoca el cierre de GeoFS. En enero de 2016, tras la finalización de la extensión de Google Earth, GeoFS migró a CesiumJS, una plataforma de globo virtual de código abierto.